# Бојес Хот Спрингс (Калифорнија)
Бојес Хот Спрингс (енгл. Boyes Hot Springs) насељено је место без административног статуса у америчкој савезној држави Калифорнија.

## Демографија
По попису из 2010. године број становника је 6.656, што је 9 (-0,1%) становника мање него 2000. године.
| Група             | 2000.         | 2010.         |
| Белци             | 3.640 (54,6%) | 3.133 (47,1%) |
| Афроамериканци    | 28 (0,4%)     | 48 (0,7%)     |
| Азијати           | 61 (0,9%)     | 84 (1,3%)     |
| Хиспаноамериканци | 2.777 (41,7%) | 3.270 (49,1%) |
| Укупно            | 6.665         | 6.656         |